# Klimaskepsis
Klimaskepsis er skepsis mod den udbredte videnskabelige opfattelse af, at den igangværende globale opvarmning er forårsaget af menneskeskabte udledninger af drivhusgasser. I sin mest vidtgående form bliver klimaskepsis til klimabenægtelse, dvs. en direkte benægtelse af, at global opvarmning finder sted, eller at denne i givet fald er menneskeskabt.

## Argumenter
Astrofysiker Henrik Svensmark har siden begyndelsen af 2000‘erne forfægtet sin teori om, at kosmisk stråling fra verdensrummet er medvirkende til dannelse af skyer, som skærmer for solens stråling og dermed køler jordkloden ned. Kosmisk stråling varierer både gennem meget lange tidsrum, i størrelsesordenen 100 mio år, som følge af solsystemets vandring gennem Mælkevejens spiralarme, se figur, og over korte tidsrum, 8-15 år, som følge af varierende mængder af solpletter. De globale temperatursvingninger op gennem 1900-tallet skyldes således i det mindste delvist variation i kosmisk stråling.
Undersøgelser har klarlagt, at vanddamp er en væsentlig kraftigere drivhusgas end både kuldioxid og metan. De to sidste kan kun absorbere en forholdsvis lille del af bølgelængdespektret for den langbølgede varmestråling fra jordoverfladen ud i verdensrummet, som er nødvendig for at holde temperaturen nede, mens vanddamp absorberer næsten hele spektret af bølgelængder. Øgede koncentrationer i atmosfæren af kuldioxid og metan har derfor kun ringe indflydelse på jordklodens temperatur.
FN’s klimapanel IPCC understreger i deres rapporter, at den globale opvarmning skyldes øget indhold af CO2 i atmosfæren. Men sammenligner man kurver for temperatur og koncentration af CO2, ses at CO2-kurven er forskudt i forhold til temperaturkurven, således at en ændring i mængden af CO2 kommer efter en temperaturændring. Dette skyldes, at det ikke er et øget indhold af CO2 som får temperaturen til at stige, men derimod at højere temperatur fører til øget indhold af CO2 i atmosfæren. CO2 er nemlig mindre opløseligt i varmt vand end i koldt, og en temperaturstigning vil derfor få havvandet til at afgive CO2 til atmosfæren, der pga. den højere temperatur kan rumme mere CO2. 
Naturbrande ses ofte som tegn på global opvarmning, men opgørelser over mængden af naturbrande forskellige steder i verden viser samstemmende, at i perioden 1985-2015 er antallet af brande ikke steget, men visse steder ligefrem faldet, bl.a. i middelhavsregionen. I USA har antallet af naturbrande i hele denne periode ligget omkring 60.000-90.000 om året, mens det afbrændte areal i perioden 1983-2006 voksede fra ca. 5.000 km2 til ca. 35.000 km2 om året, hvorefter det siden har holdt sig på dette niveau. Undersøgelser har vist, at 84% af amerikanske naturbrande skyldes menneskers uforsigtige omgang med ild.

## Standpunkter
En amerikansk undersøgelse har vist, at der findes klimaskeptikere, som er helt eller delvis skeptiske overfor den videnskabelige hypotese om, at det hovedsageligt er menneskets udledninger af drivhusgasser, som ligger bag den globale opvarmning af jordens klima. I visse tilfælde stillede man sig endda skeptisk overfor, at jorden overhovedet gennemgår en opvarmning. Ofte tror klimaskeptikere ikke på teorien om, at menneskets udledninger af kuldioxid i jordens atmosfære øger temperaturen, eller at mennesket overhovedet kan påvirke klimaet i nogen målbar udstrækning. Klimaskeptikere er i almindelighed ikke generelt imod videnskab, eller tror på konspirationsteorier, men begge standpunkter forekom i denne undersøgelse.
Klimaskeptikere har fremført, at ekspertpaneler under IPCC taler om en forholdsvis beskeden stigning i globalt havspejl på blot 12 cm frem mod år 2100. Desuden advarer de mod mediers ensidige dækning af global opvarmning, samt mod den for dem at se uheldige tendens mod, at samfundsdebatten i forbindelse med den grønne omstilling, også kendt som klimatisme, er ved at få fællestræk med ortodoks religion, med konkret anvisning på, hvad der er godt og ondt, og personlig udpegning af, hvem der er gode, og hvem der er onde.
På sin side har FN's miljøprogram udpeget otte myter om klimaforandringer, som ofte fremføres af klimaskeptikere.

## Udbredelse
Det er uklart, hvor stor andel af menneskeheden som anser sig selv for at være klimaskeptikere, selvom visse studier har stillet spørgsmålet. Andelen af klimaskeptikere varierer mellem forskellige lande. I USA troede næsten halvdelen af amerikanerne (46 procent) ifølge en meningsmåling i 2010, at klimaforandringer ikke forårsages af mennesker, men af fænomener som ændret solaktivitet eller vulkanudbrud. Ifølge en anden undersøgelse fra 2005 kunne 7 % af USA's befolkning betragtes som klimaskeptikere.
Blandt klimaforskere findes der meget få klimaskeptikere. En undersøgelse fra USA i 2008 viste, at cirka 98 procent af de klimaforskere, som regelmæssigt offentliggør artikler i videnskabelige tidsskrifter, er overbeviste om, at de igangværende klimaforandringer beror på menneskelig aktivitet. Over 97 procent af de forskere i Sverige, som aktivt arbejder med klimaspørgsmålet, mener, at det er bevist, at den globale opvarmning foregår, og at det er mennesket, som står bag den. Den samme gælder videnskabeligt publicerede forskningsresultater om spørgsmålet på globalt niveau. En undersøgelse foretaget af Vetenskapsradion i Sveriges Radio P1 viste, at mellem 2009 og 2010 blev kun fem artikler, som sætter spørgsmålstegn ved, at mennesket står bag klimaforandringerne, publiceret i videnskabelige tidsskrifter, ud af i alt 8.000 publicerede forskningsartikler om klimaforandringer. Ifølge et amerikansk studie, publiceret 2010 i det amerikanske videnskabsakademi National Academy of Sciences' tidsskrift PNAS, støtter 97–98 procent af de forskere, som publicerer flest videnskabelige artikler, de etablerede konklusioner om global opvarmning. Kun 2,5 procent af de 200 højst-rangerede klimaforskere (det vil sige de med flest publicerede forskningsartikler) er "skeptikere".

## Kampagner
Flere kampagner er blevet startet af klimaskeptikere for at fremhæve alternative meninger indenfor forskerverdenen om den globale opvarmning. En af de mere kendte er Oregonpetitionen, som i 1999-2001 og i en fornyet udgave i 2007 samlede ca. 30.000 underskrifter fra amerikansk akademikere, hvoraf ca. 9.000 med en ph.d.-grad, bag påstanden om, at der ikke findes sikkert bevis for, at menneskets udledninger af drivhusgasser vil lede til en katastrofal global opvarmning.